# Anemonia
Anemonia Risso, 1826 è un genere di celenterati antozoi della famiglia Actiniidae.

## Tassonomia
Comprende le seguenti specie
- Anemonia alicemartinae Haeussermann & Foersterra, 2001
- Anemonia antilliensis Pax, 1924
- Anemonia cereus Contarini, 1844
- Anemonia chubutensis Zamponi & Acuña, 1992
- Anemonia crystallina (Hemprich & Ehrenberg, 1834)
- Anemonia depressa Duchassaing de Fonbressin & Michelotti, 1860
- Anemonia elegans Verrill, 1901
- Anemonia erythraea (Hemprich & Ehrenberg, 1834)
- Anemonia gracilis (Quoy and Gaimard, 1833)
- Anemonia hemprichi (Klunzinger, 1877)
- Anemonia indica Parulekar, 1968
- Anemonia insessa Gravier, 1918
- Anemonia manjano Carlgren, 1900
- Anemonia melanaster (Verrill, 1901)
- Anemonia milneedwardsii (Milne Edwards, 1857)
- Anemonia mutabilis Verrill, 1928
- Anemonia natalensis Carlgren, 1938
- Anemonia sargassensis Hargitt, 1908
- Anemonia sulcata (Pennant, 1777)
- Anemonia viridis (Forskål, 1775)